# Église paroissiale Sainte-Catherine de Balbronn
L'église paroissiale Sainte-Catherine est située route de Westhoffen, au 170 place Pasteur Albert Kiefer à Balbronn, commune française située dans la circonscription administrative du Bas-Rhin et, depuis le 1er janvier 2021, dans le territoire de la Collectivité européenne d'Alsace, en région Grand Est.
Cette commune se trouve dans la région historique et culturelle d'Alsace.

## Historique
À partir de 1687, le simultaneum a été introduit dans le village.
L'église Sainte Catherine, dédiée à Sainte Catherine, a été construite après la suppression du simultaneum. Les premiers travaux de construction datent  du 25 novembre 1903.
La première pierre fut bénie le 31 juillet 1904, et les travaux terminés en 1905, et la bénédiction du nouvel édifice en  novembre de la même année,.

## Architecture
L'édifice orienté nord-est s'organise selon un plan allongé à nef unique  se terminant par un chevet semi-circulaire à trois pans brisés.  Nef à  quatre travées.
Les parements extérieurs des murs de l'église catholique sont de style néo-gothique.
3 verrières.
Le mobilier de l'église paroissiale Sainte-Catherine.
L’église abrite des fonts baptismaux de 1687 portant les initiales LR Ludovicus Rex et un tabernacle modifié, provenant de l'ancienne église, aujourd'hui protestante.
Calice, patène et cuiller.
Tableau : sainte Catherine.
Dans le chœur est conservé l'armoire eucharistique datant de 1453. Celle-ci se trouvait dans le chœur catholique de l'ancienne église mixte (aujourd'hui temple). Elle a été  transférée dans la nouvelle église paroissiale en 1905.

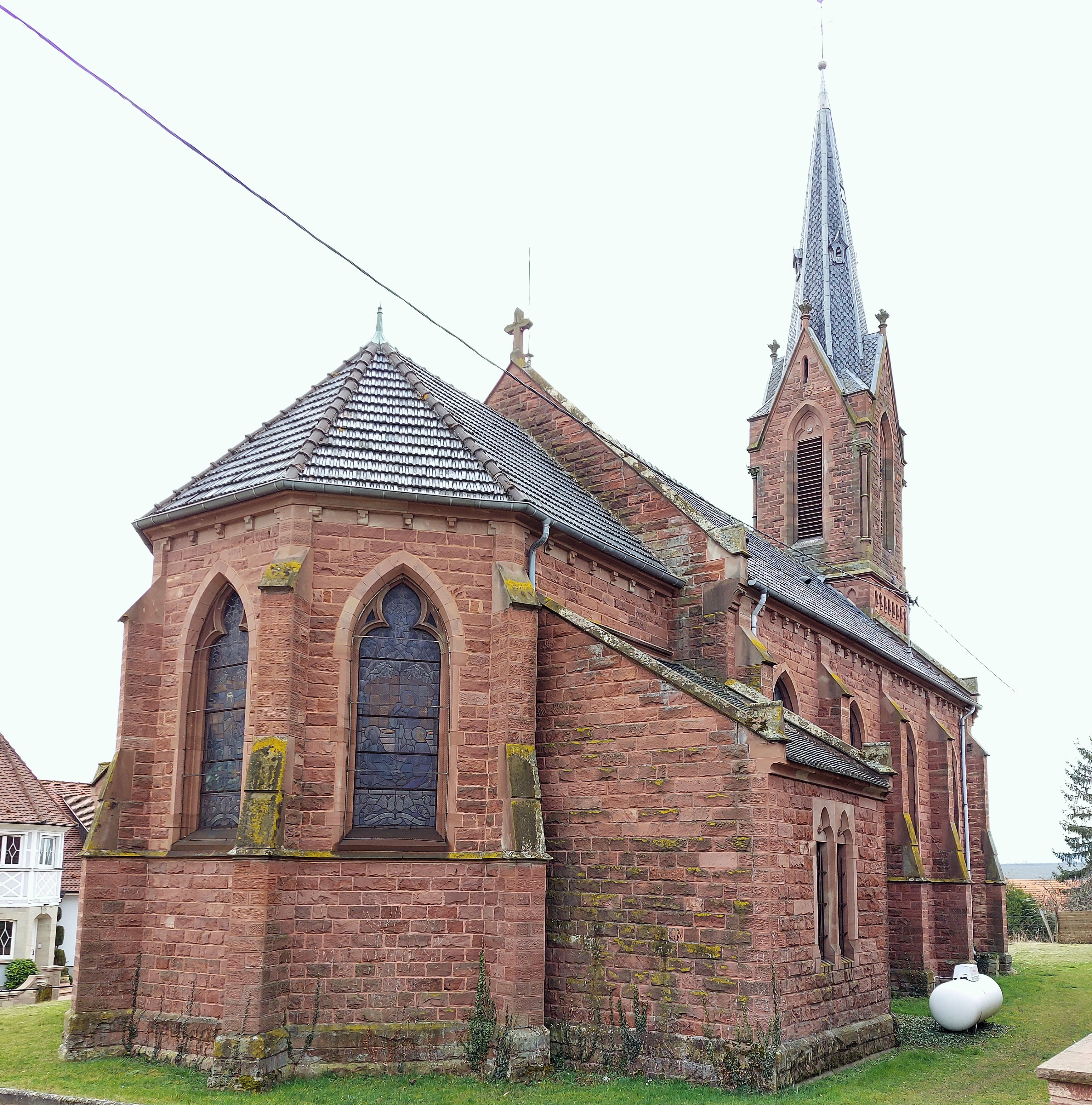
Église Sainte-Catherine.
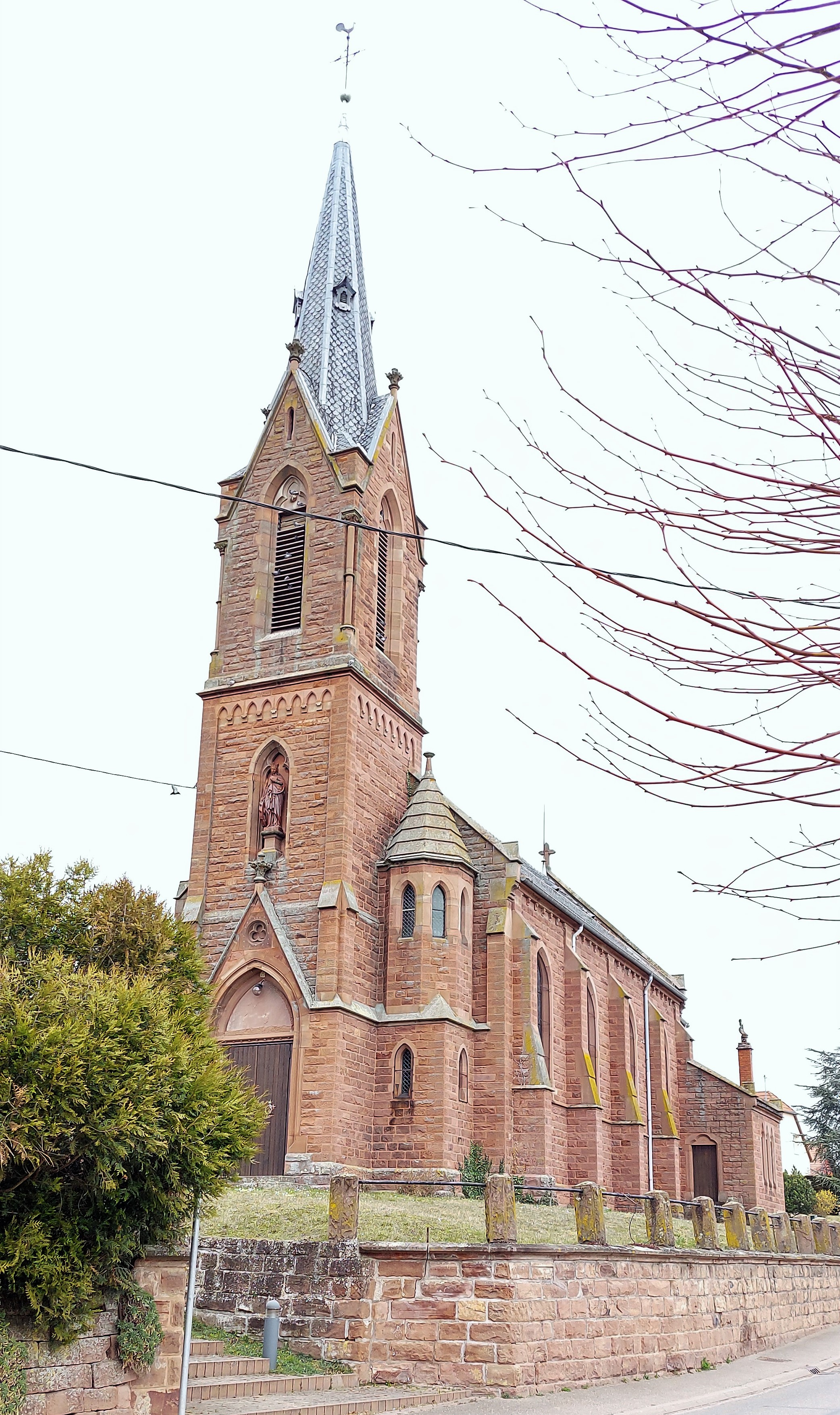
Église, vue d’ensemble.
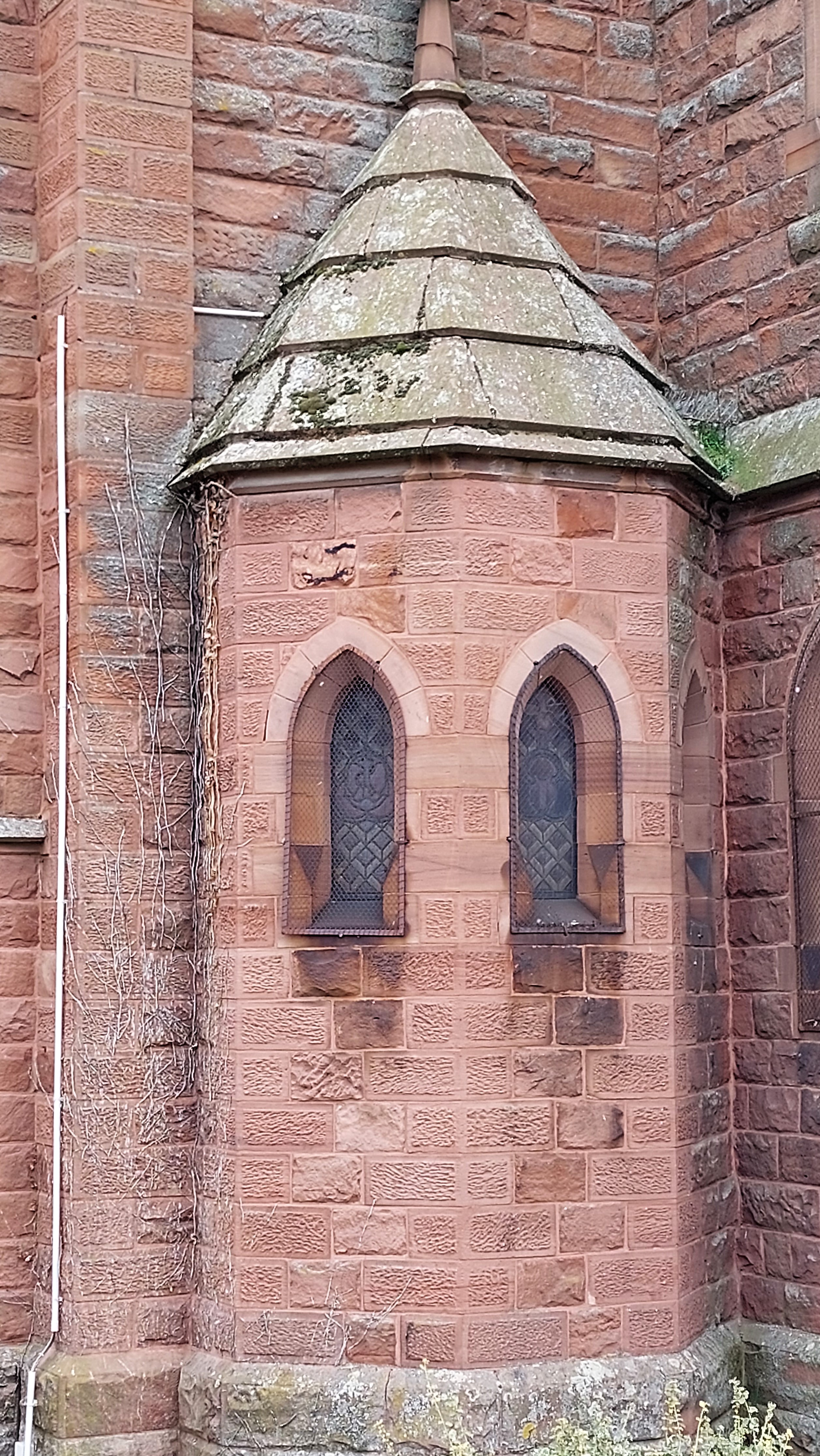
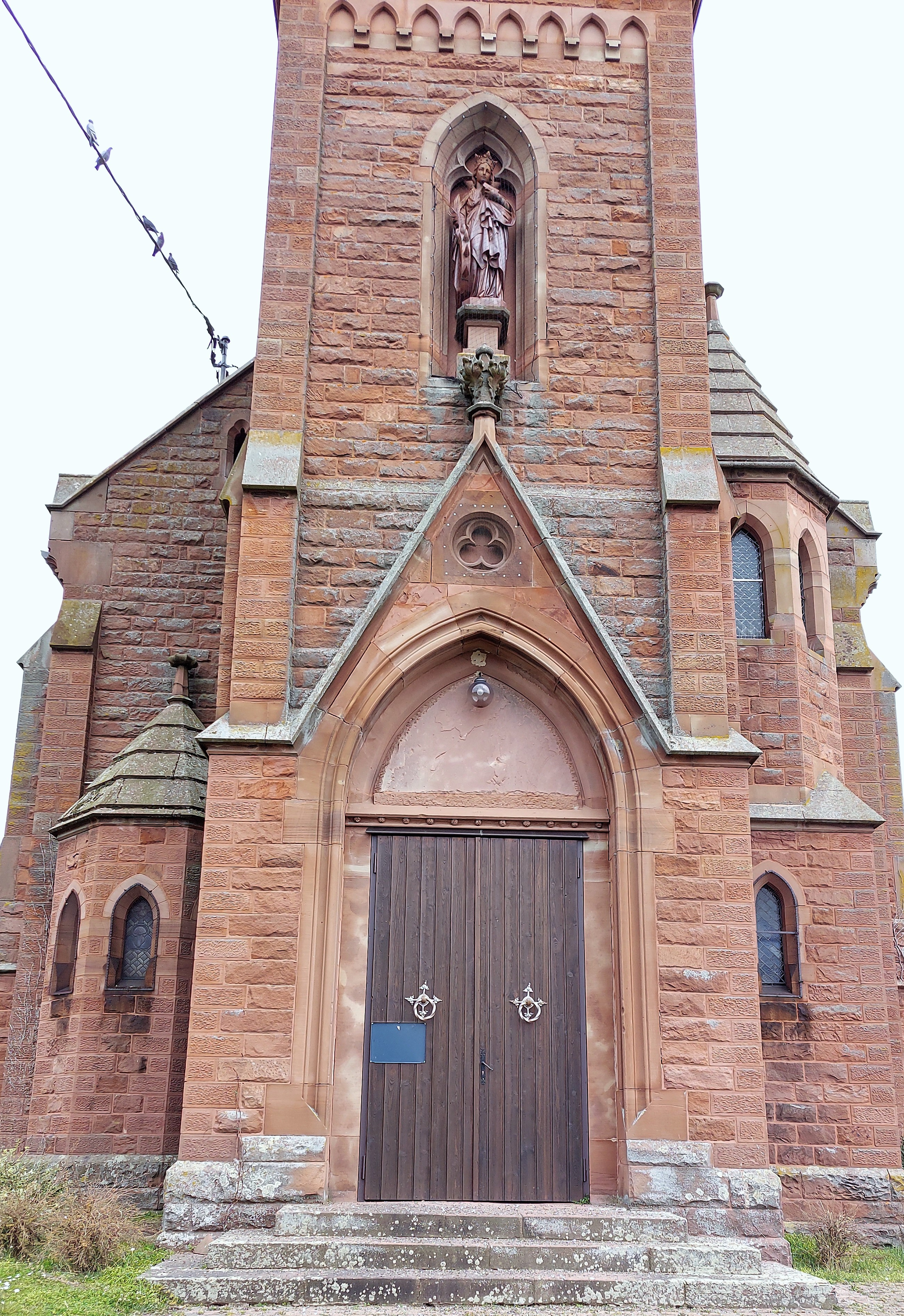

- Cimetière catholique et protestant[11].
- Croix monumentale[12].
- Croix de cimetière[13].